# Flamingokvintetten 17
Flamingokvintetten 17 med undertiteln Flickan från Heidelberg, är ett studioalbum av dansbandet Flamingokvintetten, utgivet år 1986 på LP och kassettband.

## Låtlista

### Sida A
1. Flickan från Heidelberg
2. En plats i mitt liv
3. Flickan på vinden
4. En oslipad pärla i sanden
5. En liten silverfågel
6. Etthundra mil från dig
7. Cheerio

### Sida B
1. De tio gyllene åren
2. Marknadsrosen
3. Tycker om dig
4. Smultron och tång
5. Skynda dig hem
6. Dina hemliga sånger